# Heikko Deutschmann
Heikko Deutschmann (Innsbruck, 13 febbraio 1962) è un attore austriaco, attivo principalmente in campo televisivo e teatrale.
Tra grande e, soprattutto, piccolo schermo, è apparso in circa un centinaio di differenti produzioni, a partire dalla fine degli anni ottanta. È noto al pubblico, tra l'altro, per i suoi ruoli da protagonista nelle serie televisive Der Mond scheint auch für Untermieter e Tiere bis unters Dach e in film TV del ciclo "Inga Lindström".
È il padre dell'attrice Klara Deutschmann.

## Biografia
Heikko Deutschmann nasce a Innsbruck il 13 febbraio 1962.
Tra il 1982 e il 1984 studia recitazione alla Scuola Superiore delle Arti di Berlino.
In seguito recita nel Thalia Theater di Amburgo e poi, tra il 1993 e il 1994, nel Teatro di Colonia. Nel frattempo, nel 1985, debutta sul piccolo schermo nel film TV diretto da Alfred Behrens Walkman Blues.
Nel 1995 diventa noto al grande pubblico interpretando il ruolo di Stefan Roggenkamp, il protagonista della serie della ZDF Der Mond scheint auch für Untermieter.
Sempre nel 1995, è protagonista, al fianco di Kerstin Draeger, del film TV del ciclo "Rosamunde Pilcher" La casa vuota (Sommer am Meer), dove interpreta il ruolo di Eustace.
Dal 2010 è protagonista, nel ruolo del Dottor Philip Hansen, della serie televisiva per ragazzi di ARD 1 Tiere bis unters Dach.
Nel 2010 è inoltre protagonista, al fianco di Julia Stinshoff, del film TV del ciclo "Inga Lindström" Il mio finto fidanzato (Mein falscher Velobter), dove interpreta il ruolo di Lasse. Due anni dopo è protagonista, al fianco di Eva-Maria Grein von Friedl, di un altro film del ciclo "Inga Lindström", ovvero In fuga dal passato (Ein Lied für Solveig), dove interpreta il ruolo del compositore Anders Allström.

## Filmografia parziale

### Attore

#### Cinema
- Zischke, regia di Martin Theo Krieger (1986)
- Maria von den Sternen, regia di Thomas Mauch (1989)
- Rotwang muß weg!, regia di Hans-Christoph Blumenberg (1994)

#### Televisione
- Walkman Blues - film TV, regia di Alfred Behrens (1985)
- Freunde fürs Leben - serie TV, episodi 3x01-3x02 (1994)
- Der Mond scheint auch für Untermieter - serie TV, 25 episodi (1995-1997)
- Rosamunde Pilcher - La casa vuota (Rosamunde Pilcher - Sommer am Meer) - film TV, regia di Hans-Jürgen Tögel (1995)
- Baci a la carte - film TV, regia di Dietmar Klein (2008)
- Die Gerichtsmedizinerin - serie TV, 8 episodi (2008)
- Inga Lindström - Il mio finto fidanzato (Inga Lindström - Mein falscher Velobter) - film TV, regia di Ulli Baumann (2010)
- Tiere bis unters Dach - serie TV, 91 episodi (2010-...)
- Alle Zeit der Welt - film TV, regia di Andrea Katzenberger (2011)
- Un'estate in montagna (Sommer in den Bergen) - film TV, regia di Jorgo Papavassiliou (2011)
- Inga Lindström - In fuga dal passato (Inga Lindström - Ein Lied für Solveig) - film TV, regia di Martin Gies (2012)
- Heroes - Catastrofe imminente (Helden - Wenn Dein Land Dich braucht) - film TV, regia di Hansjörg Thurn (2013)
- Die Familiendetektivin - serie TV, 10 episodi (2014)
- Hangover in High Heels - film TV, regia di Sven Bohse (2015)
- Il commissario Voss (Der Alte) - serie TV episodi 43x02-48x03 (2015-2019)
- Inga Lindström - Zurück ins Morgen - film TV, regia di Udo Witte (2016)
- Das Märchen vom Schlaraffenland - film TV, regia di Carsten Fiebeler (2016)
- Il commissario Lanz - serie TV , episodio 6x02 (2016)
- Mein Sohn, der Klugscheißer - film TV, regia di Pia Strietmann (2016)
- Professor T. - serie TV, episodio 1x04 (2017)
- Bad Cop: Kriminell gut - serie TV, episodio 1x03 (2017)
- Der Staatsanwalt - serie TV, episodio 13x05 (2018)
- In aller Freundschaft - serie TV, episodio 21x37 (2018)
- Tonio & Julia - serie TV, episodio 1x03 (2019)
- La Ruota del Tempo (The Wheel of Time) – serie TV, 4 episodi (2023)

### Regista
- Noch ein Seufzer und es wird Nacht - cortometraggio (2016)

### Sceneggiatore
- Noch ein Seufzer und es wird Nacht - cortometraggio (2016)

### Produttore
- Noch ein Seufzer und es wird Nacht - cortometraggio (2016)

## Premi e nomination
- 2016: Festival Award come miglior film in lingua straniera all'International Filmmaker Festival of World Cinema di Londra per Noch ein Seufzer und es wird Nacht
- 2016: Nomination al Festival Award come miglior film commdia all'International Filmmaker Festival of World Cinema di Londra per Noch ein Seufzer und es wird Nacht
- 2016: Nomination al Premio della giuria all'International Filmmaker Festival of World Cinema di Londra per Noch ein Seufzer und es wird Nacht
- 2016: Nomination per il miglior cortometraggio al Festival del cinema indipendente di Berlino per Noch ein Seufzer und es wird Nacht